# Aleksander Narcyz Przezdziecki
Aleksander Przezdziecki, Pierzchała (ur. 29 lipca 1814 w Czarnym Ostrowiu na Podolu, zm. 26 grudnia 1871 w Krakowie) – hrabia, czołowy mediewista warszawski okresu międzypowstaniowego, wydawca źródeł historycznych, członek Heroldii Królestwa Polskiego od 1847 roku.

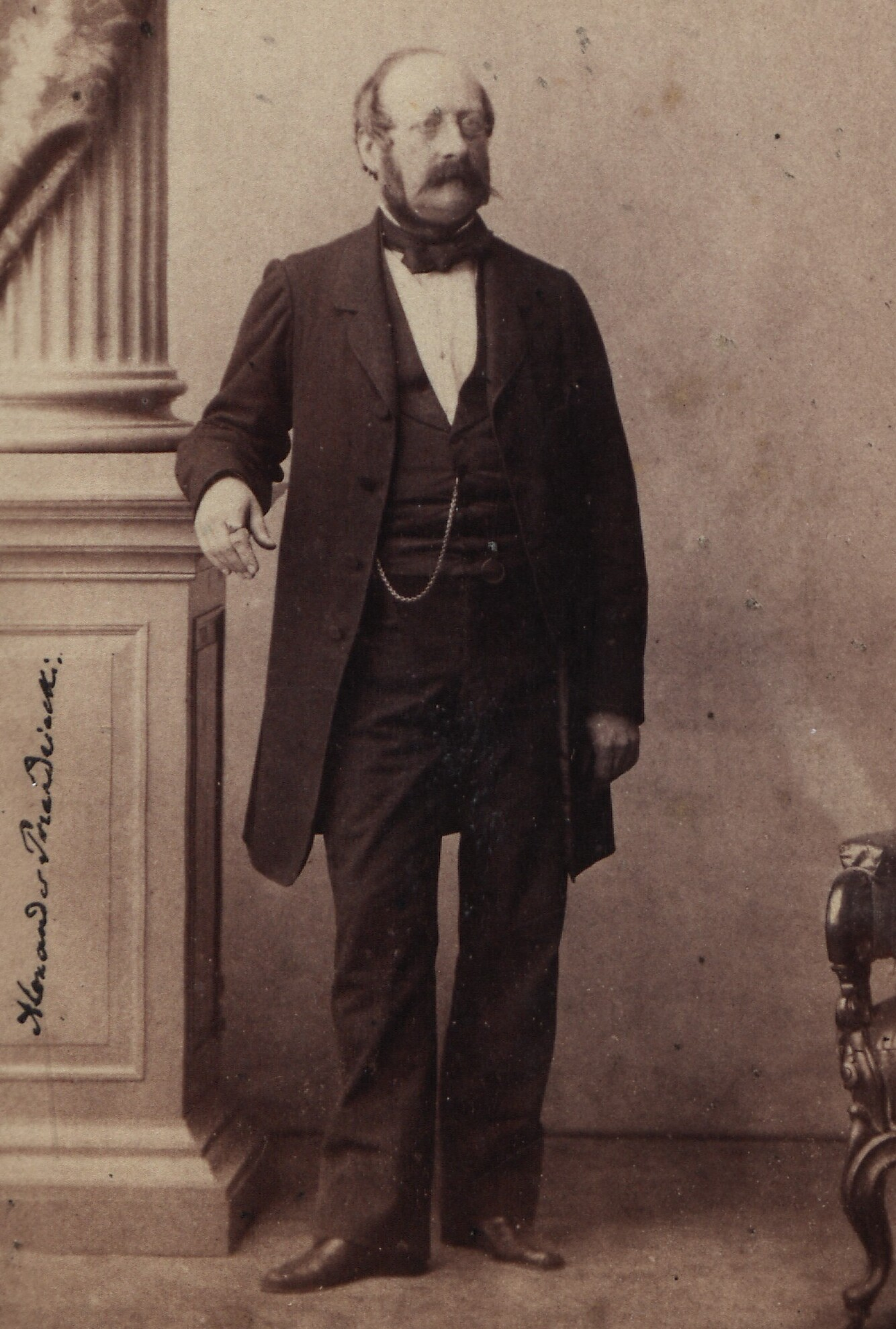
Aleksander Przeździecki, 1860 r.

## Życiorys
Syn Konstantego Przeździeckiego i Adelajdy Olizarówny, córki Filipa Nereusza Olizara i Ludwiki Niemirowiczówny-Szczyttówny (córki Krzysztofa).
Po ukończeniu Liceum Krzemienieckiego (1831), studiował na uniwersytecie berlińskim (1833-1834). Od 1847 mieszkał na stałe w Warszawie.
W 1842 roku założył w pałacu w Czarnym Ostrowie Bibliotekę Ordynacji Przeździeckich.
Mając zapewniony byt dzięki odziedziczonemu majątkowi, poświęcił się badaniom historycznym. Odbywał liczne podróże poszukując w archiwach i bibliotekach Niemiec, Francji, Szwajcarii i Włoch materiałów źródłowych do dziejów polskich. Owocem tych poszukiwań była opublikowana w 1850 praca Wiadomość bibliograficzna o rękopisach zawierających w sobie rzeczy polski przejrzanych po niektórych bibliotekach i archiwach zagranicznych w latach 1846-1849.
Największą wartość dla polskiej nauki miała działalność edytorska Przezdzieckiego. W 1852 wydał Listy Annibala z Kapui arcybiskupa napolitańskiego nuncyusza w Polsce, o bezkrólewiu po Stefanie Batorym i pierwszych latach panowania Zygmunta III; a w 1854 Życie domowe Jadwigi i Jagiełły z rejestrów skarbowych z lat 1388-1414 – rejestry przychodów i wydatków królewskich. W latach pięćdziesiątych rozpoczął pracę nad wydaniem dzieł Jana Długosza. Wyjeżdżał za granicę poszukując rękopisów i najlepszych kopii jego dzieł. W latach 1863–1864 ukazało się Liber Beneficiorum, a w latach 1867-1870 Dzieje polskie w księgach dwunastu w przekładzie Karola Mecherzyńskiego, pierwsze kompletne, polskie wydanie najważniejszego dzieła Jana Długosza. W 1862 wydał Kronikę Wincentego Kadłubka. W 1859 sfinansował reperację kapy z Piotrawina.
Był właścicielem dóbr Czarny Ostrów, Falenty i Ojców.

### Autor prac
- Podole, Wołyń, Ukraina. Obraz miejsc i czasów, t. 1-2, 1841
- Podole, Wołyn, Ukraina : obrazy miejsc i czasów, t. 2, 1841;
- Paweł z Przemankowa. Rys historyczny z drugiej połowy XIII wieku w Polsce, 1851;
- Ślady Bolesławów polskich po obcych krajach. Opowiadanie historyczne, 1853.
- Jagiellonki polskie w XVI. wieku., t. I-V, Kraków 1880;

### Opracowania tekstów źródłowych
Opracował i wydał w latach 1863-1964 Liber beneficiorum dioecesis Cracoviensis polskiego historyka Jana Długosza:
- "Liber beneficiorum dioecesis Cracoviensis" tom I, w serii "Jana Długosza kanonika krakowskiego dzieła wszystkie" tom VII, wyd. Czas, Kraków, 1863[4] ,
- "Liber beneficiorum dioecesis Cracoviensis" tom II, w serii "Jana Długosza kanonika krakowskiego dzieła wszystkie" tom VIII, wyd. Czas, Kraków, 1864[5] ,
- "Liber beneficiorum dioecesis Cracoviensis" tom III, w serii "Jana Długosza kanonika krakowskiego dzieła wszystkie" tom IX, wyd. Czas, Kraków, 1864[5] ,